# Lago de Ribereta
Lago de Ribereta är en sjö i Spanien.   Den ligger i provinsen Província de Lleida och regionen Katalonien, i den nordöstra delen av landet, 400 km nordost om huvudstaden Madrid. Lago de Ribereta ligger 2 265 meter över havet.  Trakten runt Lago de Ribereta består i huvudsak av gräsmarker.